# HMS Loch Arkaig (K603)
Le HMS Loch Arkaig est une frégate de classe Loch (en) de la Royal Navy.

## Histoire
Après des essais en mer et une mise en service en novembre 1945, le Loch Arkaig se rend à la Clyde en décembre pour des modifications afin de renforcer sa coque. En janvier 1946, le navire est équipé d'un mortier anti-sous-marin Squid et un Huff-Duff avant de rejoindre la flottille à Londonderry pour participer à l'opération Deadlight. Il coule les U-Boote U 975 le 16 février et U 3514 le 19 février avec le mortier Squid. L'U 3514 est le dernier navire coulé dans le cadre de l'opération.
Au cours des années suivantes, le Loch Arkaig effectue des tâches de formation pour le personnel anti-sous-marin et de flottille à Londonderry. En février 1949, le Loch Arkaig, ainsi que le porte-avions Vengeance et les destroyers St. Kitts et Gabbard, se rendent dans l'Arctique, autour de l'île Jan Mayen, pour étudier les effets du temps très froid sur les performances du personnel et du matériel de la marine (opération Rusty).
Au milieu des années 1950, il prend part aux exercices estivaux des Flag Officer Submarines et aux visites de la Home Fleet, faisant escale à Haugesund et à Nordheimsund en Norvège. En décembre, après un réaménagement au Chatham Dockyard, il rejoint la 6e flottille de frégates. En avril 1951, il participa à la recherche du sous-marin disparu Affray, avant le programme habituel d'exercices et de visites.
En 1952, le Loch Arkaig est mis hors service et déposé dans la réserve de Hartlepool. En 1957, il est placé sur la liste des rebuts et vendu à la British Iron & Steel Corporation (BISCO) en 1959 pour la démolition par J.J. King à Gateshead, arrivant en remorque au chantier le 28 janvier 1960.